# どんぶり5656
『どんぶり5656』（どんぶりごろごろ）は、1983年10月8日から1984年3月30日までよみうりテレビで金曜深夜に放送されていたバラエティ番組。かねてつ食品の一社提供。
竹中直人とシティボーイズが主演するナンセンスなギャグとシュールなコントを主体とし、その後のよみうりテレビの深夜コント（『週刊テレビ広辞苑』、『現代用語の基礎体力』、『ムイミダス』、『未確認飛行ぶっとい』、『怒涛のくるくるシアター』など）の基盤を作った。

## 出演者
- 竹中直人
- 西川のりお
- 安岡力也
- タージン
- シティボーイズ
- 中村ゆうじ
- 仁王門大五郎
- 吉田たかのり
- 銀次・政二
- 牧野恵美
- 中島らも

## スタッフ
- 構成作家：中島らも
- 疋田哲夫
- 山田典昭
- 北岡一哲
- 弘中誠
- 制作ディレクター：中野裕之（当時よみうりテレビ社員）

## 主なコーナー
竹中直人の砂の器
スタジオで天使のコスチュームに扮した竹中直人が視聴者から寄せられた葉書を一枚ずつ読み上げ、「砂の器」のテーマをかぶせて不条理な笑いを醸し出す不幸ネタのコーナー。
窓からホームが見える
安岡力也が電車（主に大阪環状線）に乗りながら、各駅から乗り込むゲストと談笑するコーナー。コーナー名は映画『窓からローマが見える』から取った。先頭車両を陣取っていたが、仕切っていないので乗客がカメラの前を平気で横切ったり、乗客いじりしたりと毎日放送の番組『夜はクネクネ』のようなコーナーであった。山手線でもロケを行った事があるが、よみうりテレビのキー局・日本テレビでは放送されていないので乗客は冷やかな反応であった。
夜はまっすぐ
定点カメラで遥か彼方から西川のりおが「夜はまっすぐ」を連呼しながら真っ直ぐカメラに向かって走り、やがて去るだけのコーナー。コーナー名は「夜はクネクネ」から取っている。後にテレビ東京の番組『モグラネグラ』で同じ事をピエール瀧が放送禁止用語を連呼して行っていた。
大胆な企画のコーナー（刈）一本勝負
「3万円か丸刈りか」のキャッチフレーズでタージンが街頭で道行く若い男性を呼び止め勝負を仕掛ける。道路にチョークで3本線のあみだくじを書き、「当」（1本）を引けば賞金3万円が貰える。「刈」（2本）を引けば1万円が貰えるものの、その場でタージンにより電動バリカンで丸刈りにさせられてしまう。一度、「刈」を引いた瞬間に猛ダッシュで逃亡した者がいたが、スタッフが包囲網を張って周囲を捜索。捕獲された上、丸刈りにされた。
タージンのヒヨコ劇場
タージンが雛の格好に扮し、ヤンキーのヒヨコや居眠りヒヨコなどギャグを披露する。
お父さんはブレードランナー
最終回特別編。竹中直人、シティボーイズのきたろうなどが扮するレプリカントを小林克也扮するブレードランナーが追跡する。阪急下新庄駅や天満橋周辺でのロケもあり、大阪ローカル感に満ちた作りであった。
これらの合間には、シュールなショートコント、竹中直人による一発ギャグ、中島らもが書く「ヤンキーてっちゃん」などを挿入していた。番組後半には、モヒカンをセットする様子やブレイク前の注目アーティストへのインタビュー、沼田元氣のDJプレイ等サブカルチャーシーンを放送していた。

## 備考
- テレビ埼玉でも半年遅れで毎週月曜19時30分から放送されていた。
- 最終回の特別編には小林克也・いとうせいこう・ヤン富田がゲスト出演した。
- 番組終了から1年半後に読売テレビが土曜夕方枠でスタートさせた『なげやり倶楽部』には、本番組のメンバーの殆どが参加していた。しかし、同番組はわずか3か月で打ち切られた。
- 本番組出演当時のタージンはデビューして間もなくの新人だったが、数々の番組に出演して天狗になっていた。調子に乗って共演者の安岡力也に、楽屋で馴れ馴れしく話しかけたところ、安岡にタージン自身が小道具にしていたアルトリコーダーで思い切り殴られた。その時にタージンは芸能界の厳しさを教えられたという。

| よみうりテレビ 金曜深夜枠 | よみうりテレビ 金曜深夜枠               | よみうりテレビ 金曜深夜枠                |
| 前番組                    | 番組名                                  | 次番組                                   |
| ------------------------- | --------------------------------------- | ---------------------------------------- |
| 不明                      | どんぶり5656 （1983年 - 1984年3月30日） | 今夜なに色? （1984年4月6日 - 1991年9月） |